# Hidromagnesita
La hidromagnesita és un mineral de la classe dels carbonats. Va ser descrita per primera vegada l'any 1827 a unes mines de Nova Jersey (Estats Units), sent nomenada en al·lusió a la seva composició química, per tenir magnesi i estar hidratada.

## Característiques
La hidromagnesita és un carbonat hidratat i hidroxilat de magnesi, amb fórmula Mg₅(CO₃)₄(OH)₂(H₂O)₄. Cristal·litza en el sistema monoclínic. La seva duresa a l'escala de Mohs és de 3,5. El seu ús industrial més comú és com additiu retardant del foc per polímers, barrejat amb huntita, ja que la hidromagnesita es descompon endotèrmicament deixant anar aigua i diòxid de carboni que apaguen la combustió.
Segons la classificació de Nickel-Strunz, la hidromagnesita pertany a «05.DA: Carbonats amb anions addicionals, amb H₂O, amb cations de mida mitjana» juntament amb els següents minerals: dypingita, giorgiosita, widgiemoolthalita, artinita, indigirita, clorartinita, otwayita, zaratita, kambaldaïta, cal·laghanita, claraïta, hidroscarbroita, scarbroita, caresita, quintinita, charmarita, stichtita-2H, brugnatellita, clormagaluminita, hidrotalcita-2H, piroaurita-2H, zaccagnaita, comblainita, desautelsita, hidrotalcita, piroaurita, reevesita, stichtita i takovita.

## Formació i jaciments
Amb una àmplia distribució per tot el món, apareix com a mineral secundari en zones d'alteració hidrotermal de baixa temperatura, cristal·litzant en petites vetes a les serpentines i en roques ígnies alterades riques en magnesi. En altres ocasions es forma com a producte de l'alteració de la brucita en marbres periclàstics. També és comú trobar-la en coves, on és un component de l'anomenada llet de lluna o de espeleotemes. Sol trobar-se associada a altres minerals com: calcita, dolomita, aragonita, brucita, magnesita, artinita, piroaurita, períclasi, òpal o cromita. Als territoris de parla catalana ha estat descrita a la pedrera de l'Àngel, a Gualba (Vallès Oriental), al Correc d'en Llinassos, a Oms (Rosselló) i a les mines de Costabona, a Prats de Molló i la Presta (Vallespir).